# Эсперштедт (Обхаузен)
Эсперштедт (нем. Esperstedt) — посёлок в Германии, в земле Саксония-Анхальт, входит в район Зале в составе коммуны Обхаузен.
Население составляет 646 человек (на 31 марта 2008 года). Занимает площадь 10,96 км².

## История
Первое упоминание о поселении встречается в период 881 — 899 годов, в каталоге об уплате пошлин (нем.).
До 2010 года, Эсперштедт образовывал собственную коммуну, куда также входила деревня Куккенбург (нем. Kuckenburg).
1 января 2010 года, после проведённых реформ, Эсперштедт и Куккенбург вошли в состав коммуны Обхаузен.

## Галерея

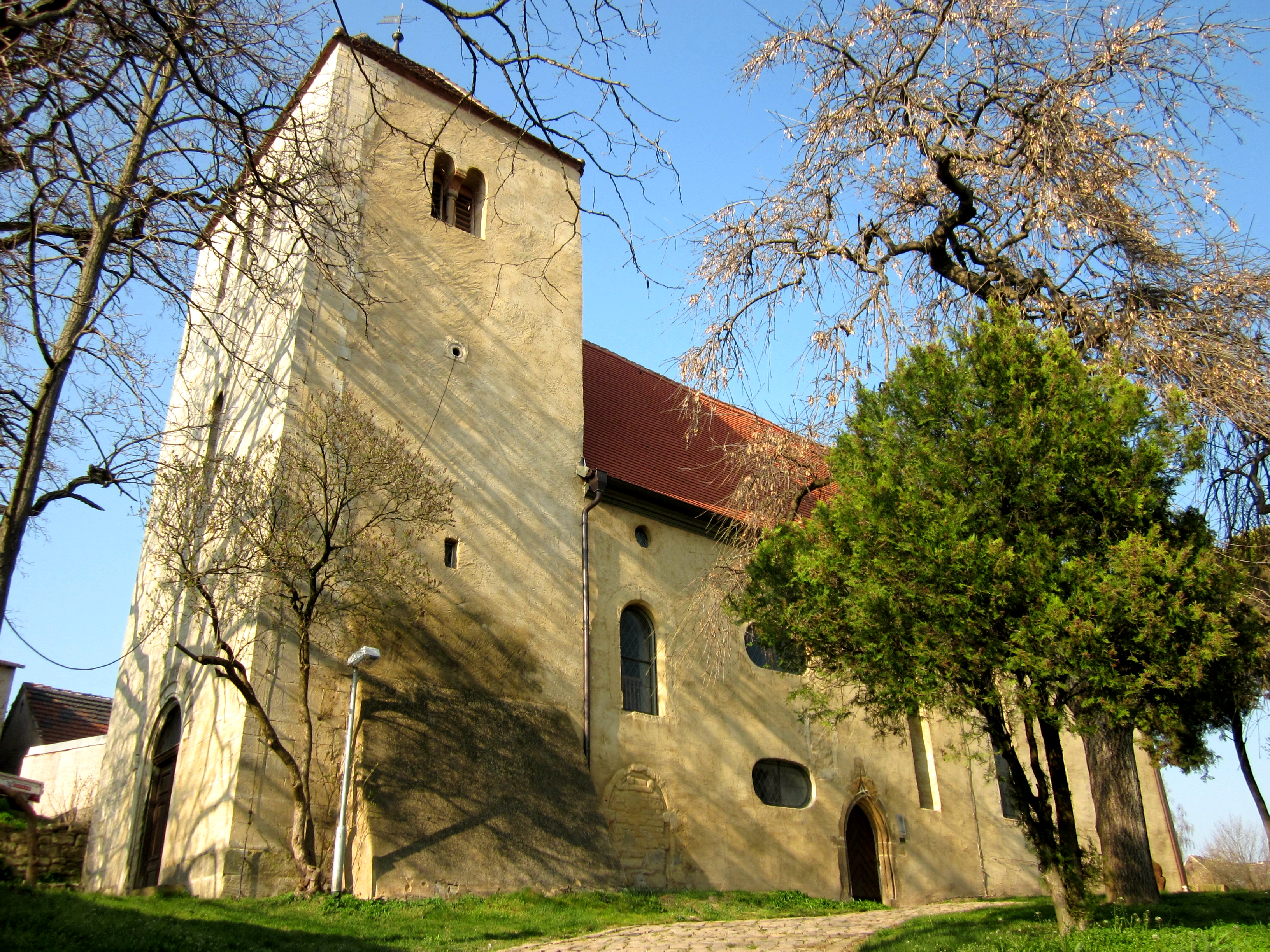
Церковь Святого Петра в Эсперштедте
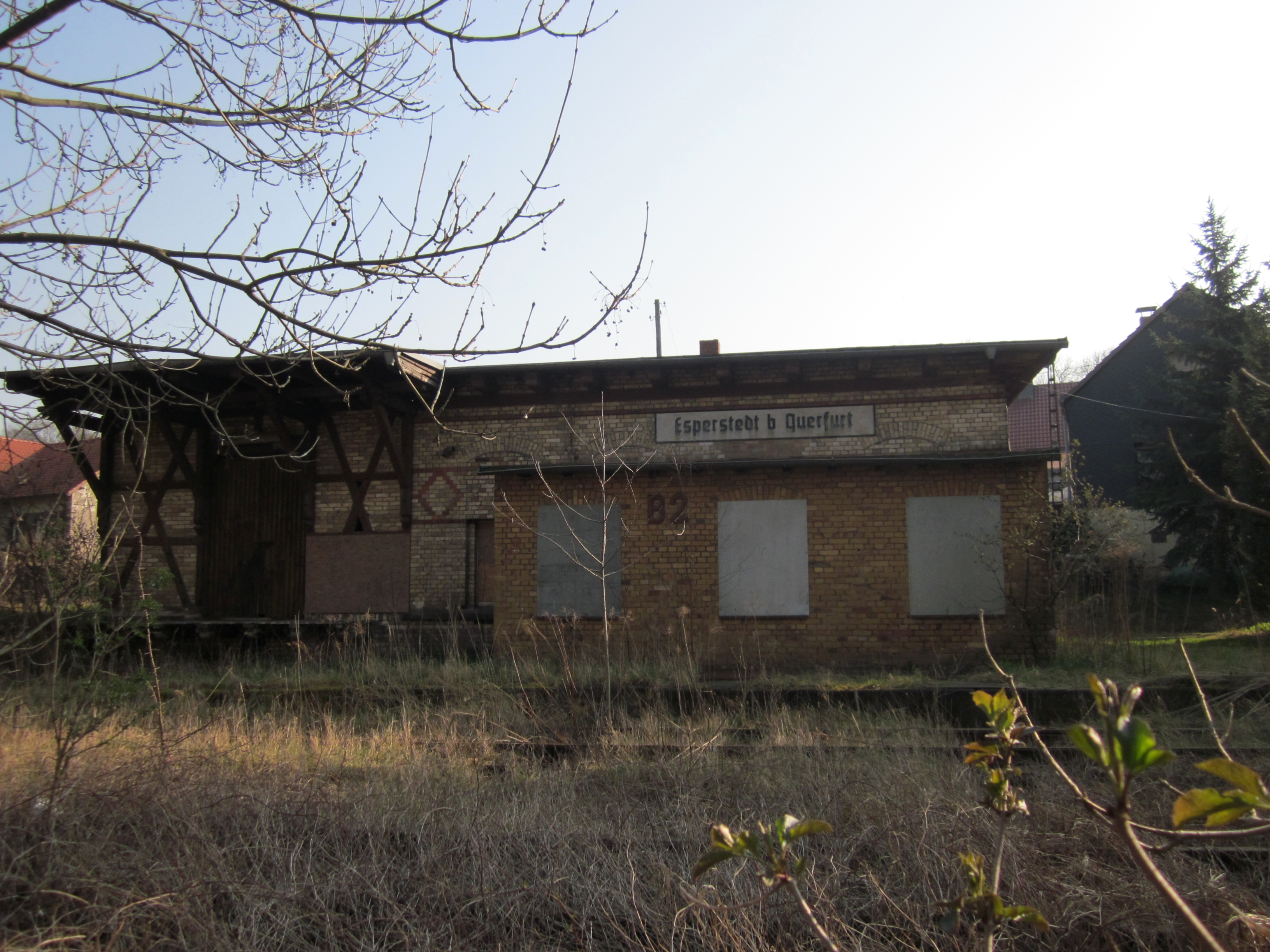
Ж/д станция в Эсперштедте